# Semicassis granulata
Semicassis granulata (nomeada, em inglêsː scotch bonnet, Scotch bonne, ridged bonnet ou grooved helmet; em alemãoː Schottenhaube, Granula-Helmschnecke, Gefurchte Sturmhaube ou Gefurchte Helmschnecke; em grego modernoː Κανάτα; na tradução para o portuguêsː "chapéu escocês" ou "chapéu cristado"; na região sul do Brasil, Paraná, denominada búzio; cientificamente denominada Phalium granulatum durante o século XX) é uma espécie de molusco gastrópode marinho predador pertencente à família Cassidae. Foi classificada por Ignaz Edler von Born em 1778; descrita como Buccinum granulatum na obra Index rerum naturalium Musei Cæsarei Vindobonensis. Pars I.ma. Testacea. Verzeichniß der natürlichen Seltenheiten des k. k. Naturalien Cabinets zu Wien. Erster Theil. Schalthiere. É nativa do oeste do oceano Atlântico; da Carolina do Norte, Flórida e Texas (EUA) às Bermudas, mar do Caribe, incluindo costa leste da Colômbia, Venezuela, Suriname, no norte da América do Sul, e pela costa norte, nordeste e sudeste brasileira, do Amapá até a região sul e Uruguai.

## Descrição da concha
Conchas até 7.5 ou 12 centímetros; sem perióstraco, porém com opérculo córneo em forma de leque; ovaladas e com superfície dotada de escultura com faixas espirais em sulco, bem visíveis, mas podendo ser lisa e polida, ser granular, reticulada, ou até ter nódulos no ombro das espirais; de coloração creme com manchas castanhas de aspecto quadrado. Espiral moderadamente baixa e com protoconcha de 4 voltas lisas e vítreas. Escudo parietal em aba, dotado de inúmeras elevações de aspecto granuloso, visto por baixo, de cor branca. Lábio externo espesso e liso, com projeções internas semelhantes a dentes. Columela dotada de ranhuras. Sem varizes de crescimento ou ocasionalmente com 1 a 3 varizes. Canal sifonal curto, formando uma dobra sifonal.

## Habitat
Semicassis granulata ocorre em águas rasas da zona entremarés até os quase 200 metros de profundidade e em substrato arenoso ou rochoso, ou em bancos de areia em alto-mar. Seus indivíduos são ocasionalmente encontrados no litoral, parcialmente enterrados na areia, estando geralmente associados à presença do equinoide Mellita quinquiesperforata (uma bolacha-da-praia), do qual se alimentam. Frequentemente são encontrados nos manzuás utilizados de pesca de lagostas. Suas conchas, quando grandes, são habitadas por pagurídeos.

## Subespécies deSemicassis granulata(Born, 1778), agora obsoletas
Quando esta espécie esteve denominada Phalium granulatum ela continha três subespéciesː Phalium granulatum granulatum (do Caribe), Phalium granulatum undulatum (do mar Mediterrâneo) e Phalium granulatum centiquadratum (do oceano Pacífico, na América Central). Estas duas últimas subespécies foram elevadas à categoria de espécieː Semicassis undulata (Gmelin, 1791) e Semicassis centiquadrata (Valenciennes, 1832).